# Padrone marittimo

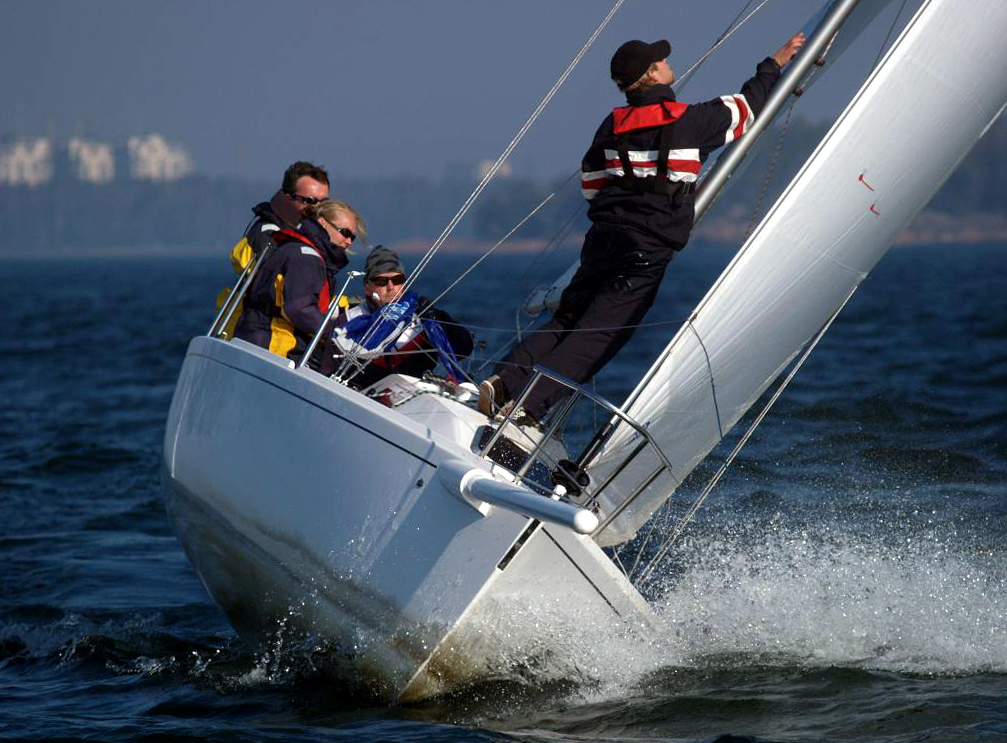
Imbarcazione a vela

Il padrone marittimo, noto anche semplicemente come padrone (in inglese skipper), è la persona che ha il comando di una imbarcazione, ma non ne è necessariamente l'armatore. Il padrone all'incirca è l'equivalente di un comandante. Quando l'imbarcazione è in navigazione ha il comando assoluto sull'equipaggio e risponde civilmente e penalmente del comportamento della stessa.

## Marina Mercantile Italiana
Nella Marina Mercantile Italiana esisteva il titolo professionale di padrone marittimo che, secondo l'articolo 252 del Regolamento per l'esecuzione del codice della navigazione, era di quattro categorie: padrone marittimo di 1ª e 2ª classe al traffico e padrone marittimo di 1ª e 2ª classe per la pesca.

### Padrone marittimo di 1ª e 2ª classe al traffico
I titoli di padrone marittimo di 1ª e 2ª classe al traffico sono stati sostituiti con D.M. 5 ottobre 2000 e modifiche successive con il titolo di Comandante di 2ª classe, a condizione di avere effettuato almeno dodici mesi di navigazione come primo ufficiale di coperta e del superamento dei corsi IMO-STCW.
I corsi sono:
- Sopravvivenza e Salvataggio
- Antincendio di Base
- Antincendio Avanzato
- Radar
- Arpa
- Primo soccorso sanitario elementare

Successivamente con il decreto ministeriale 30 novembre 2007 al comandante di 2ª, 3ª e 4ª classe veniva esteso il titolo di comandante e coloro che avevano il titolo di comandante di 2ª classe abilitati al comando di navi di stazza lorda compresa tra le 500 e le 3000 tonnellate.
Secondo l'articolo 253 del regolamento per la navigazione marittima, per conseguire il titolo di padrone marittimo di 1ª classe per il traffico occorrevano i seguenti requisiti:
- essere iscritto nella prima categoria della gente di mare;
- non aver riportato condanne penali per i reati indicati nell'art. 238, comma 4;
- aver compiuto 21 anni di età;
- possedere il diploma di istituto professionale per le attività marinare o di istituto professionale per l'industria e l'artigianato - settore gente di mare (sezione padroni marittimi per il traffico) - di Stato o legalmente riconosciuti o aver frequentato con esito favorevole un corso di specializzazione presso istituti scolastici o altri enti autorizzati con decreto del Ministero delle infrastrutture e dei trasporti;
- avere effettuato quattro anni di navigazione in servizio di coperta;
- avere sostenuto con esito favorevole un esame secondo i programmi stabiliti con decreto del ministro dei trasporti e della navigazione.

Secondo lo stesso articolo il padrone marittimo di 1ª classe per il traffico poteva:
- imbarcare:
  - come secondo ufficiale su navi da carico, o adibite al rimorchio, di stazza lorda non superiore a 4.000 tonnellate, nel Mediterraneo, nel mar Nero, nel mar d'Azov, nel mar Rosso, lungo le coste dell'Arabia e dell'India, compreso il golfo Persico fino a Bombay, lungo le coste africane, lungo le coste atlantiche europee comprese le isole britanniche, nel mare del Nord e nel mar Baltico;
  - come primo ufficiale, su navi da carico o addette al rimorchio di stazza lorda non superiore a 4.000 tonnellate, entro gli stessi limiti geografici precedenti purché avesse effettuato due anni di navigazione dopo il conseguimento del titolo, in qualità di ufficiale;
- assumere il comando:
  - delle navi da carico o adibite al rimorchio di stazza lorda non superiore a 2.000 tonnellate e di quelle adibite al trasporto di passeggeri, di stazza lorda non superiore a 1.000 tonnellate che effettuavano viaggi nel Mediterraneo;
  - delle navi da carico, o adibite al rimorchio, di stazza lorda non superiore a 4.000 tonnellate, ma con il requisito di avere effettuato almeno quattro anni di navigazione, in qualità di ufficiale.

Sempre secondo lo stesso articolo, gli ufficiali del Corpo equipaggi militari marittimi dei servizi nautici e i capi di prima, seconda e terza classe della categoria nocchieri, entro cinque anni dalla cessazione dal servizio permanente, potevano conseguire senza esame, il titolo di Padrone marittimo di 1ª classe, a condizione che avessero compiuto almeno quattro anni di imbarco, dei quali non meno di uno al comando di unità navale e avessero superato apposito esame secondo gli speciali programmi stabiliti con decreto del ministro dei trasporti e della navigazione (poi Ministero delle infrastrutture e dei trasporti) di concerto con quello per la difesa su materie attinenti alla utilizzazione commerciale della nave.
I requisiti per conseguire il titolo di padrone marittimo di 2ª classe erano stabiliti dall'articolo 253bis del regolamento per la navigazione marittima:
- essere iscritto nella prima categoria della gente di mare;
- non aver riportato condanne penali per i reati indicati nell'art. 238, comma 4;
- aver compiuto 21 anni di età;
- possedere la licenza di scuola media;
- aver frequentato con esito favorevole un corso di specializzazione presso istituti scolastici o altri enti autorizzati con decreto del Ministero delle infrastrutture e dei trasporti;
- avere effettuato quattro anni di navigazione in servizio di coperta;
- avere sostenuto con esito favorevole un esame secondo i programmi stabiliti con decreto del ministro dei trasporti e della navigazione.

Secondo lo stesso articolo il padrone marittimo di 2ª classe per il traffico poteva:
- imbarcare come ufficiale su navi da carico o adibite al rimorchio di stazza lorda non superiore a 2.000 tonnellate che compivano viaggi nel Mediterraneo, nel mar Nero, nel mar d'Azov, nel mar Rosso, lungo le coste dell'Arabia e dell'India, compreso il golfo Persico, fino a Bombay, lungo le coste africane fino a capo Guardafui ad oriente e a capo Palmas ad occidente, lungo le coste Atlantiche europee, comprese le isole britanniche, nel mare del Nord e nel mar Baltico;
- assumere il comando:
  - delle navi da carico o adibite al rimorchio di stazza lorda non superiore a 2.000 tonnellate, escluse quelle adibite a navigazione a nord delle coste del Portogallo, a condizione di avere effettuato almeno quattro anni di imbarco in qualità di ufficiale;
  - delle navi di stazza lorda non superiore a 1.000 tonnellate, comprese quelle adibite al trasporto dei passeggeri, nel Mediterraneo.

Sempre secondo lo stesso articolo, gli ufficiali del Corpo equipaggi militari marittimi dei servizi nautici e i capi di prima, seconda e terza classe della categoria nocchieri, entro cinque anni dalla cessazione dal servizio permanente, potevano conseguire senza esame, il titolo di Padrone marittimo di 2ª classe, a condizione che avessero compiuto almeno quattro anni di imbarco, dei quali non meno di uno al comando di unità navale.
Per potere convertire il titolo di Padrone marittimo di 1ª e 2ª classe al traffico nel titolo di Comandante di 2ª classe, l'articolo 7 del D.M. 5 ottobre 2000 stabiliva i seguenti requisiti: 
- essere in possesso del certificato di abilitazione di "capitano di 2ª classe";
- avere effettuato almeno dodici mesi di navigazione in qualità di primo ufficiale di coperta in virtu' del possesso del certificato di abilitazione di "capitano di 2ª classe", ovvero essere in possesso del certificato di abilitazione di "Ufficiale di navigazione";
- avere completato, con esito favorevole, un programma di addestramento sui compiti e mansioni dei primi ufficiali e comandanti di navi di stazza lorda compresa tra 500 e 3000 tonnellate, comprensivo di un periodo di navigazione di almeno trentasei mesi in qualità di ufficiale responsabile di una guardia di navigazione a bordo di navi di stazza lorda pari o superiore a 500 tonnellate;
- aver sostenuto, con esito favorevole, al termine del periodo di addestramento, un esame teorico-pratico, atto a dimostrare il possesso delle conoscenze e capacità di eseguire i compiti e le mansioni dei primi ufficiali e comandanti di navi di stazza lorda compresa tra 500 e 3000 tonnellate.

Secondo l'articolo 7 del D.M. 5 ottobre 2000 il Comandante di 2ª classe poteva assumere il comando di navi aventi stazza lorda compresa tra 500 e 3000 tonnellate senza limitazioni riguardo alla destinazione della nave.
I criteri per il rilascio automatico del titolo di Comandante di 2ª classe erano specificati nell'allegato 2 del D.M. 5 ottobre 2000 ed erano per il Padrone marittimo di 1ª classe al traffico quello di avere effettuato almeno 12 mesi di navigazione in qualità di comandante e il superamento dei corsi IMO-STCW e per il Padrone marittimo di 2ª classe al traffico avere effettuato almeno 18 mesi di navigazione in qualità di comandante e il superamento dei corsi IMO-STCW. 
Il D.M. 5 ottobre 2000, pubblicato sulla Gazzetta Ufficiale numero 248 del 23 ottobre 2000 istituiva inoltre rispettivamente all'articolo 8 e all'articolo 9 i titoli di comandante di 3ª e 4ª classe.

### Padrone marittimo di 1ª e 2ª classe alla pesca
Il Padrone marittimo di 1ª classe alla pesca, secondo l'articolo 254 del regolamento per la navigazione marittima, doveva avere effettuato tre anni di navigazione in servizio di coperta su navi adibite alla pesca di cui almeno uno oltre gli Stretti. Secondo lo stesso articolo 254 poteva imbarcare come ufficiale su navi che esercitavano la pesca oltre gli Stretti, assumere il comando di navi adibite alla pesca di navi di stazza lorda non superiore a 250 tonnellate e di navi di stazza lorda non superiore a 3.000 tonnellate nel Mediterraneo purché avesse effettuato successivamente al conseguimento del titolo almeno un anno di navigazione in servizio di coperta in qualità di ufficiale su navi adibite alla pesca e di navi di stazza lorda non superiore a 3.000 tonnellate oltre i limiti del Mediterraneo purché avesse effettuato, successivamente al conseguimento del titolo, almeno tre anni di navigazione in servizio di coperta in qualità di ufficiale, di cui almeno uno quale primo ufficiale, su navi adibite alla pesca oltre gli Stretti.
Il Padrone marittimo di 2ª classe alla pesca secondo l'articolo 254 bis del Regolamento per la Navigazione marittima poteva imbarcare come primo ufficiale su navi di stazza lorda non superiore a 3000 tonnellate adibite alla pesca nel Mediterraneo, nel Mar Nero, nel Mar d'Azov, nel Mar Rosso, lungo le coste dell'Arabia e dell'India, compreso il golfo Persico e fino a Bombay, lungo le coste africane, comprese le isole a non più di trecento miglia dalla costa, purché avesse effettuato almeno tre anni di imbarco in qualità di secondo ufficiale su navi adibite alla pesca oltre gli stretti; sempre secondo lo stesso articolo il Padrone marittimo di 2ª classe poteva assumere il comando di navi non superiore alle 150 T.S.L., non superiore a 1000 T.S.L. nel Mediterraneo purché avesse effettuato, successivamente al conseguimento del titolo, almeno un anno di navigazione in servizio di coperta in qualità di ufficiale, non superiore a 1000 tonnellate oltre lo stretto di Gibilterra fino a Huelva e sino a capo Palmas, comprese le isole a non più di trecento miglia dalla costa, oltre il canale di Suez, nel Mar Rosso, lungo le coste dell'Arabia e dell'India, compreso il Golfo Persico, fino a Bombay, e dell'Africa fino a capo Guardafui, purché avesse effettuato successivamente al conseguimento del titolo, almeno tre anni di navigazione in servizio di coperta in qualità di primo ufficiale, di cui almeno due su navi adibite alla pesca oltre gli stretti.
In seguito al D.P.R. n° 88/2010 il titolo di Padrone marittimo di 1ª classe alla pesca veniva automaticamente riconvertito in Ufficiale di navigazione per la pesca oceanica, abilitato all'imbarca come ufficiale su navi adibite alla pesca oceanica e ad assumere la responsabilità di guardia, e riconvertito sempre automaticamente in Comandante per la pesca costiera ravvicinata su imbarcazioni inferiori a 24 metri di lunghezza. Il titolo di Padrone marittimo di 1ª classe poteva anche essere riconvertito in Comandante per la pesca mediterranea su imbarcazioni superiori a 24 metri di lunghezza, ma con il requisito di avere effettuato almeno 12 mesi di navigazione da ufficiale, o in Comandante per la pesca oceanica su imbarcazioni superiori a 24 metri di lunghezza, ma con il requisito di avere effettuato almeno 24 mesi di navigazione da ufficiale.
Sempre in seguito al D.P.R. n° 88/2010 il titolo di Padrone marittimo di 2ª classe veniva automaticamente riconvertito in Comandante per la pesca costiera ravvicinata su imbarcazioni inferiori a 24 metri di lunghezza. Il titolo di Padrone marittimo di 2ª classe poteva anche essere riconvertito in Comandante per la pesca mediterranea su imbarcazioni uguali o superiori a 24 metri di lunghezza, ma con il requisito di avere effettuato almeno 18 mesi di navigazione da ufficiale, o in Ufficiale per la pesca oceanica su imbarcazioni superiori a 24 metri di lunghezza, ma con il requisito di avere effettuato almeno 36 mesi di navigazione da ufficiale.

## Grecia
Nella Marina greca il grado più alto tra gli ufficiali superiori è Ploiarchos (greco: Πλοίαρχος) traducibile con Skipper o Capitano di nave o anche padrone marittimo, omologo del capitano di vascello della Marina Militare Italiana; il grado immediatamente inferiore è Antiploiarchos (greco: Αντιπλοίαρχος) traducibile con Vice-Skipper o secondo capitano di nave, omologo italiano del capitano di fregata.

Distintivo per paramano di Ploiarchos (Πλοίαρχος)
Distintivo per paramano di Antiploiarchos (Αντιπλοίαρχος)

## Paesi Bassi
Nella Regia Marina olandese il grado più alto tra i sottufficiali di coperta è Opperschipper (traducibile con Primo Skipper), omologo nella fanteria di marina, negli altri corpi e servizi della marina e nelle altre forze armate olandesi ad Aiutante sottufficiale (olandese: Adjudant-onderofficer), corrispondente nella Marina Militare Italiana al capo di prima classe mentre il grado immediatamente inferiore tra i sottufficiali di coperta è Schipper, omologoe nella fanteria di marina e nelle altre forze armate olandesi a Sergente maggiore (olandese: Sergeant-majoor), corrispondente nella Marina Militare Italiana al Secondo capo scelto.

Distintivo di grado di Opperschipper
Distintivo di grado di Schipper